# آنتونینا ماهاری
آنتونینا ماهاری (آنتونینا پاولیتایته) (ارمنی: Անտոնինա Մահարի (Անտոնինա Պավլիտայտե)؛ انگلیسی: Antonina Mahari؛ ۲۹ دسامبر ۱۹۲۳ - ۳ اکتبر ۲۰۱۸) نثرنویس اهل ارمنستان بود.

## زندگی‌نامه
وی با نام اصلی آنتونینا پاولیتایته (ارمنی: Անտոնինա Պավլիտայտե) در ۲۹ دسامبر ۱۹۲۳ در ویلنیوس به دنیا آمد و از دانشگاه ویلنیوس فارغ‌التحصیل گشت. گورگن ماهاری همسر وی بود. از سال ۱۹۹۷ عضو اتحادیه نویسندگان ارمنستان بود. وی در ۳ اکتبر ۲۰۱۸ در سن ۹۴ سالگی در ایروان درگذشت.